# Laurids Kjær
Laurids Peter Worslund Jensen Kjær (ur. 26 lutego 1852 w Brande, zm. 24 sierpnia 1932 w Gentofte) – duński strzelec, olimpijczyk i medalista mistrzostw świata.
W 1900 roku wystąpił na igrzyskach olimpijskich w Paryżu, gdzie wystartował w pięciu konkurencjach. Indywidualnie najwyższą pozycję osiągnął w strzelaniu z karabinu dowolnego klęcząc z 300 m, w którym uplasował się na 22. miejscu. Drużynowo zajął 4. miejsce w karabinie dowolnym w trzech postawach z 300 m.
Kjær raz zdobył medal mistrzostw świata. W 1899 roku zajął trzecie miejsce w drużynowym strzelaniu z karabinu dowolnego w trzech postawach z 300 m (skład zespołu: Viggo Jensen, Johan Johansen, Lars Jørgen Madsen, Anders Peter Nielsen, Laurids Kjær).

## Wyniki

### Igrzyska olimpijskie
| Igrzyska   | Konkurencja                                     | Wynik                                    | Miejsce | Źródło |
| ---------- | ----------------------------------------------- | ---------------------------------------- | ------- | ------ |
| Paryż 1900 | Karabin dowolny, trzy postawy, 300 m            | 782 pkt. (273–271–238)                   | 28      | [ 5 ]  |
| Paryż 1900 | Karabin dowolny, trzy postawy, 300 m, drużynowo | 4278 pkt. (druż.) 782 pkt. (273–271–238) | 4       | [ 2 ]  |
| Paryż 1900 | Karabin dowolny leżąc, 300 m                    | 273 pkt.                                 | 27      | [ 6 ]  |
| Paryż 1900 | Karabin dowolny klęcząc, 300 m                  | 271 pkt.                                 | 22      | [ 1 ]  |
| Paryż 1900 | Karabin dowolny stojąc, 300 m                   | 238 pkt.                                 | 28      | [ 7 ]  |

### Medale mistrzostw świata
Opracowano na podstawie materiałów źródłowych:
| Mistrzostwa     | Konkurencja                                     | Wynik             | Miejsce |
| --------------- | ----------------------------------------------- | ----------------- | ------- |
| Loosduinen 1899 | Karabin dowolny, trzy postawy, 300 m, drużynowo | 4390 pkt. (druż.) |         |